# Ornithogalum arabicum
Ornithogalum arabicum, auch Arabischer Milchstern genannt, ist eine Pflanzenart aus der Gattung der Milchsterne (Ornithogalum) in der Familie der Spargelgewächse (Asparagaceae).

## Beschreibung

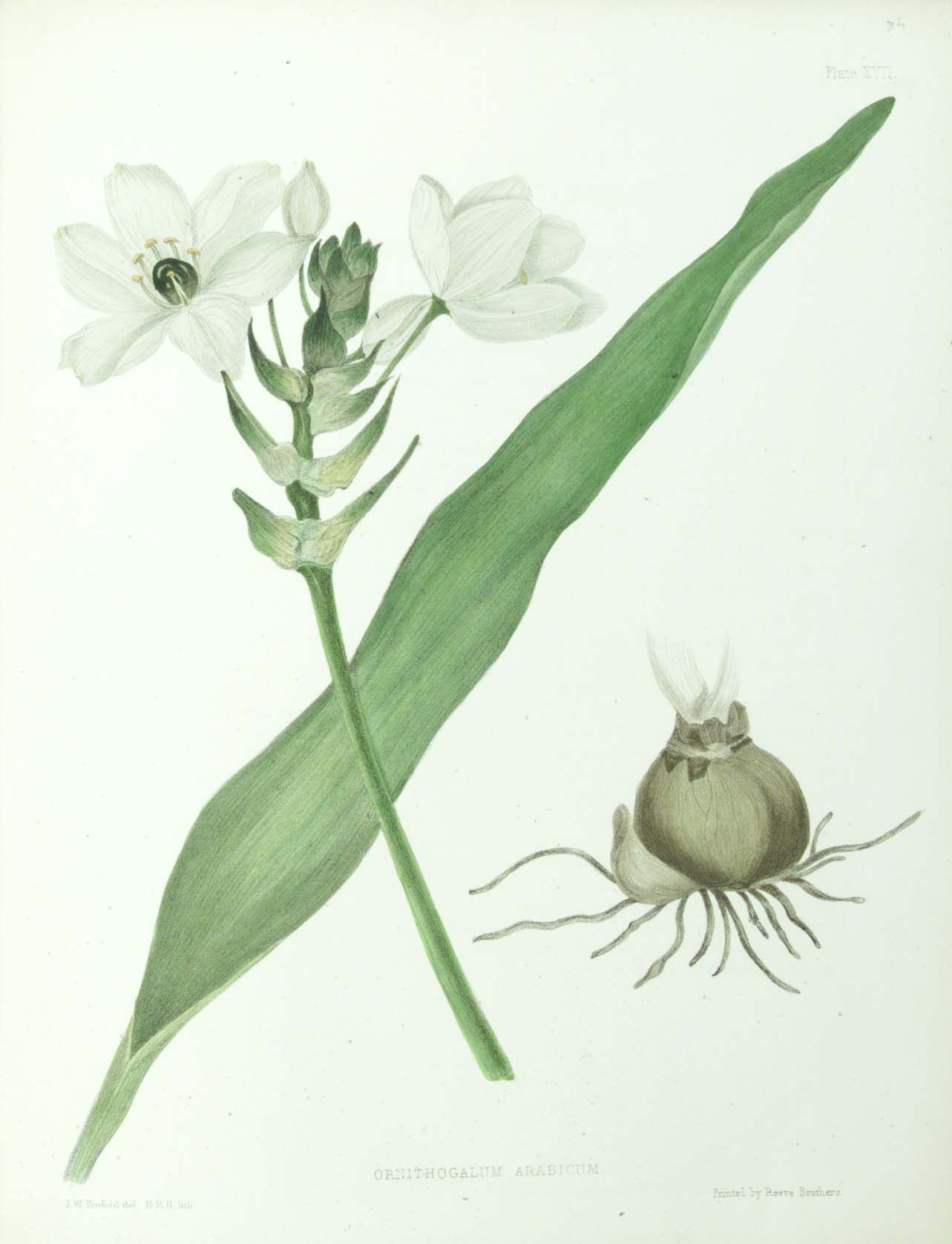
Illustration der ober- und unterirdischen Pflanzenteile aus Madeira Flowers, Fruits and Ferns

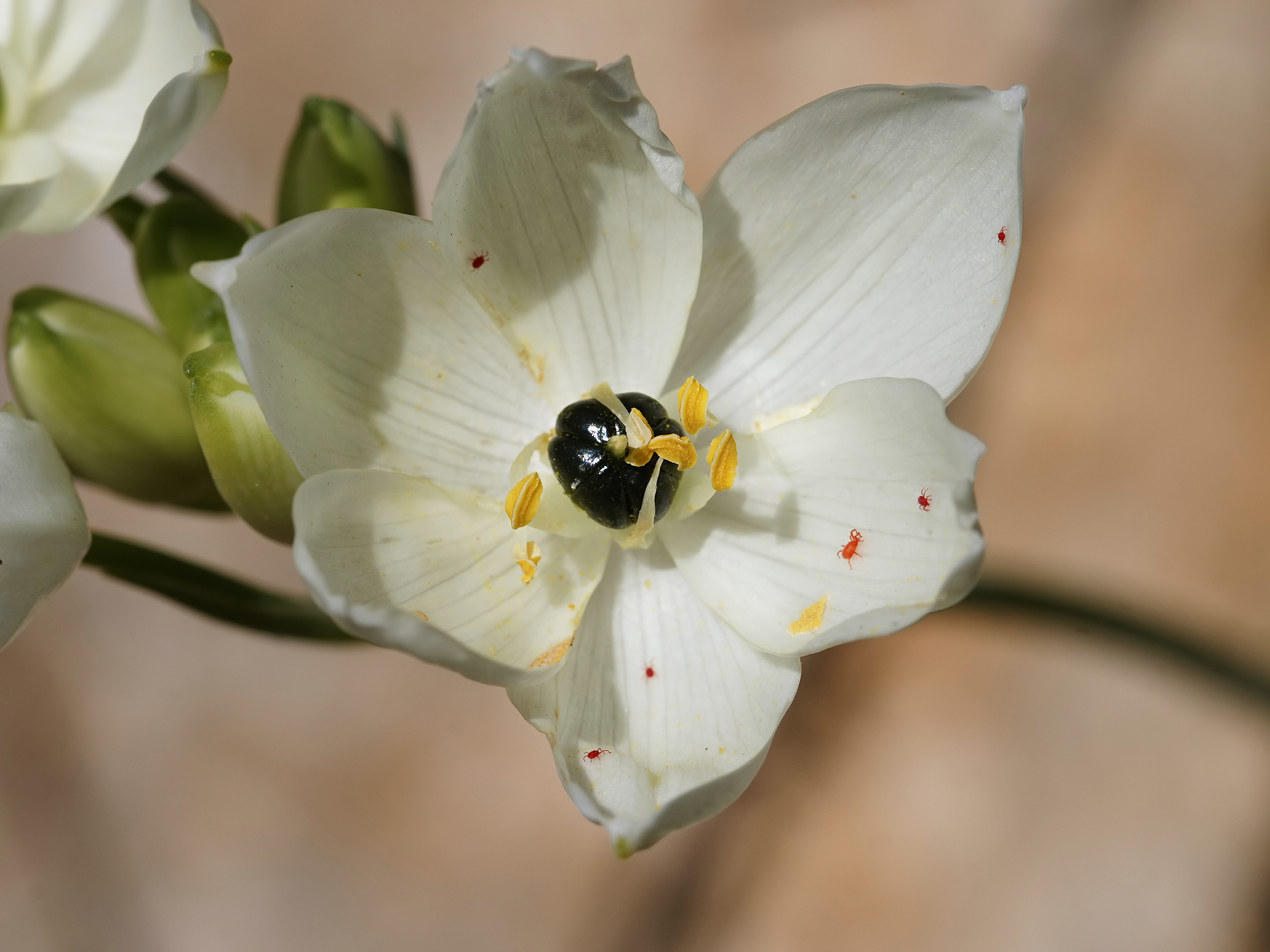
Radiärsymmetrisch Blüte im Detail mit schwarzem Fruchtknoten

### Vegetative Merkmale
Ornithogalum arabicum ist eine ausdauernde, krautige Pflanze, die Wuchshöhen von 30 bis 80 Zentimetern erreicht. Die Zwiebel ist bei einem Durchmesser von 2,5 bis 3 Zentimetern eiförmig und entwickelt einige Nebenzwiebeln. Die grundständigen Laubblätter haben eine Länge von 30 bis 60 Zentimeter und eine Breite von 10 bis 30 Millimeter, sie sind glänzend und weisen keinen weißen Mittelstreif auf.

### Generative Merkmale
Es ist ein mehr oder weniger langer Blütenstandsschaft vorhanden. 6 bis 25 Blüten sind dicht in einem trugdoldigen Blütenstand angeordnet. Die unteren Blütenstiele sind 80 bis 100 Millimeter lang. Dieen häutig Tragblätter sind bei einer Länge von 2,5 bis 5 Zentimetern sowie einer Breite von 1 bis 2 Zentimetern dreieckig.
Die zwittrige Blüte ist radiärsymmetrisch und dreizählig. Die Blütenhülle  ist sternförmig oder schwach glockig, Die sechs Blütenhüllblätter sind bei einer Länge von 15 bis 32 Millimetern sowie einer Breite von 10 bis 12 Millimetern dreieckig, weiß und haben keinen grünen Mittelstreifen. Die Staubblätter sind etwa halb so lang wie die Blütenhüllblätter. Der Fruchtknoten ist blauviolett. Der Griffel ist 3 bis 4 Millimeter lang.
Die Kapselfrucht ist etwas geflügelt.
Die Blütezeit reicht von April bis Mai.
Die Chromosomenzahl beträgt 2n = 36, 46, 50 oder 51.

## Vorkommen
Ornithogalum arabicum kommt ursprünglich im Mittelmeerraum und im westlichen Sudan vor. In Madeira, auf den Kanaren und in Australien ist er ein Neophyt. Er gedeiht in Felsfluren.

## Taxonomie
Die Erstveröffentlichung von Ornithogalum arabicum erfolgte 1753 durch Carl von Linné in Species Plantarum, Tomus I, S. 307. Synonyme für Ornithogalum arabicum L. sind: Ornithogalum latifolium L., Melomphis arabica (L.) Raf., Caruelia arabica (L.) Parl.